# 拟寄生物

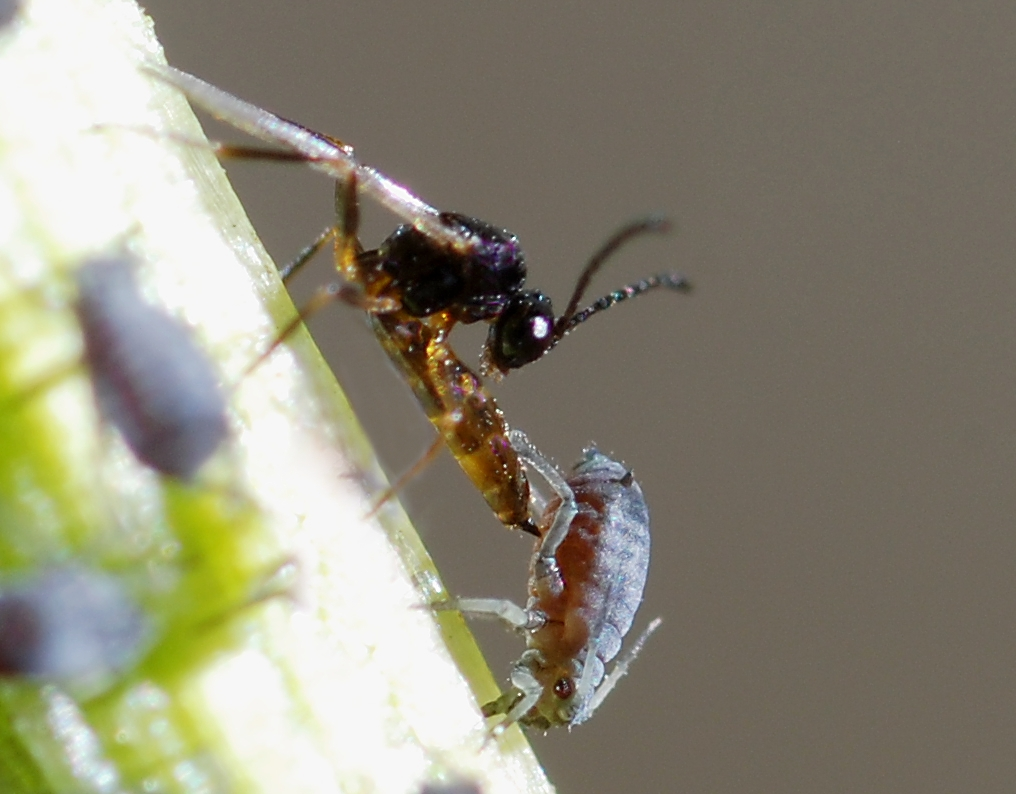
一隻繭蜂正利用產卵管將卵產在甜菜蚜體內

拟寄生物（parasitoid）也称類寄生生物、捕食寄生生物，在演化生态学中，是一种以宿主为代价，与宿主密切相关，最终导致宿主死亡的生物。拟寄生（parasitoidism）是介于寄生和捕食之间的一种中间性种间相互关系，其特征是对宿主的致命预后，这使得该策略接近于捕食。
拟寄生物一般仅见于昆虫，其于幼虫期寄生宿主体内，后期将宿主杀死，成虫时自由生活；成蟲多半會利用產卵管將卵注入至宿主體內。寄生蜂就属于一种拟寄生昆虫。拟寄生物可以用来进行害虫的生物防治。